# Heinrich Burger (patinador)
Heinrich Burger (Múnich, 31 de mayo de 1881 - Múnich, 27 de abril de 1942) fue un patinador y medallista olímpico alemán.
Burger fue campeón olímpico en patinaje de parejas con Ana Hübler en los Juegos Olímpicos de Londres 1908. Incluso fue campeón mundial entre 1908 y 1910 en patinaje de parejas con Anna Hubler. Su mejor resultado individual fue en los dos segundos puestos en la Copa del Mundo de 1904 y 1906 y un tercer lugar en la Copa Mundial de 1908.